# 霍利斯特

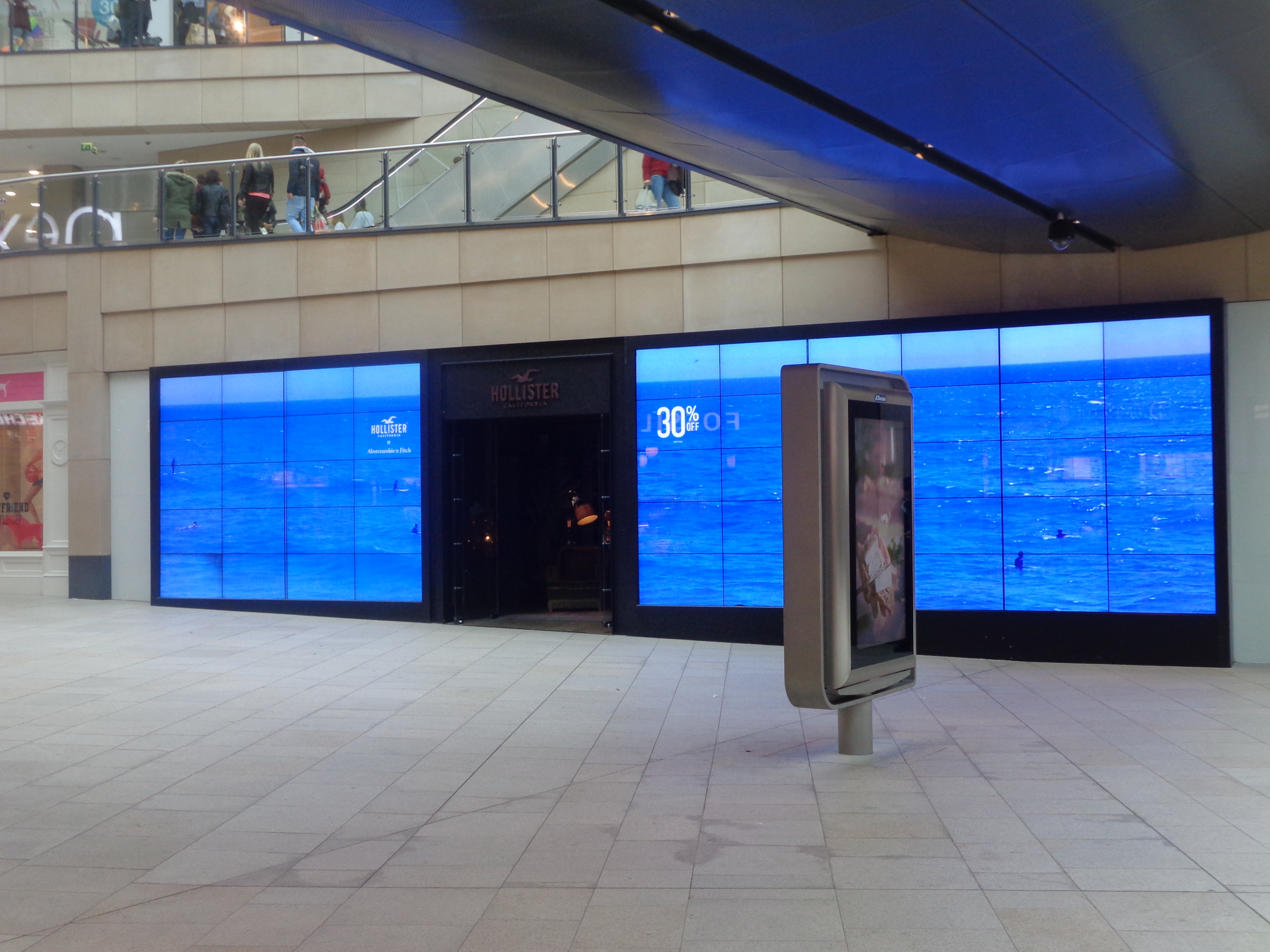
霍利斯特位於英國列斯市中心的分店

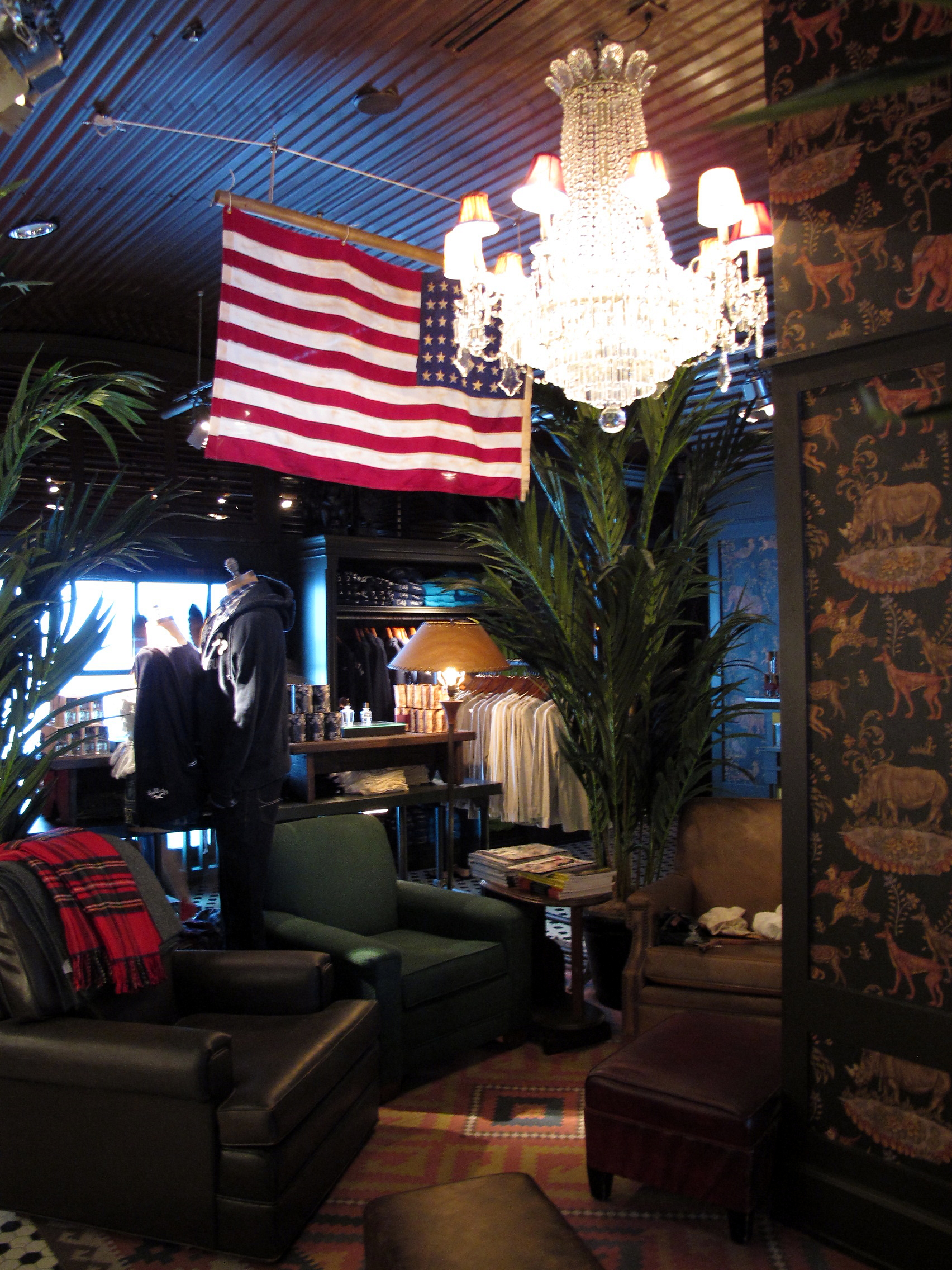
霍利斯特店舖內部裝修以昏暗為主，並大聲播放音樂

霍利斯特（英語：Hollister Co.，通常稱為「Hollister」或「HCO」），是美國Abercrombie & Fitch（A&F）旗下的服飾品牌。主要以南加州衝浪氛圍來呈現整體商品的風格與形象，相較於A&F，HCO走的是相對平價的路線。2019年派傑投資公司Piper Sandler將其列為青少年服裝品牌前五名，該品牌以實體店面及網路商店來進行銷售。

## 門店數量
| - 美国，370 - 加拿大，12 - 墨西哥，4 | - 中國，18 - 日本，9 - 香港，3 - 臺灣，3 | - 英国，31 - 德国，26 - 法國，16 - 西班牙，14 - 義大利，7 - 奥地利，6 - 荷蘭，4 - 比利时，2 - 愛爾蘭，2 - 波蘭，1 | - 沙烏地阿拉伯，5 - 阿联酋，5 - ，2 - 科威特，1 - 阿曼，1 |
| 資料整理自官網，2022-2-7查閱         |                                          | |                                                           |

### 亞洲區
Hollister於2011年在香港九龍塘的Festival Walk開設第一間分店，其後分別於香港銅鑼灣Hysan Place及元朗形點開設第二、第三間分店。2012年，Hollister在韓國開設了一間分店，並在中國上海開設了第一間分店。

## 圖集

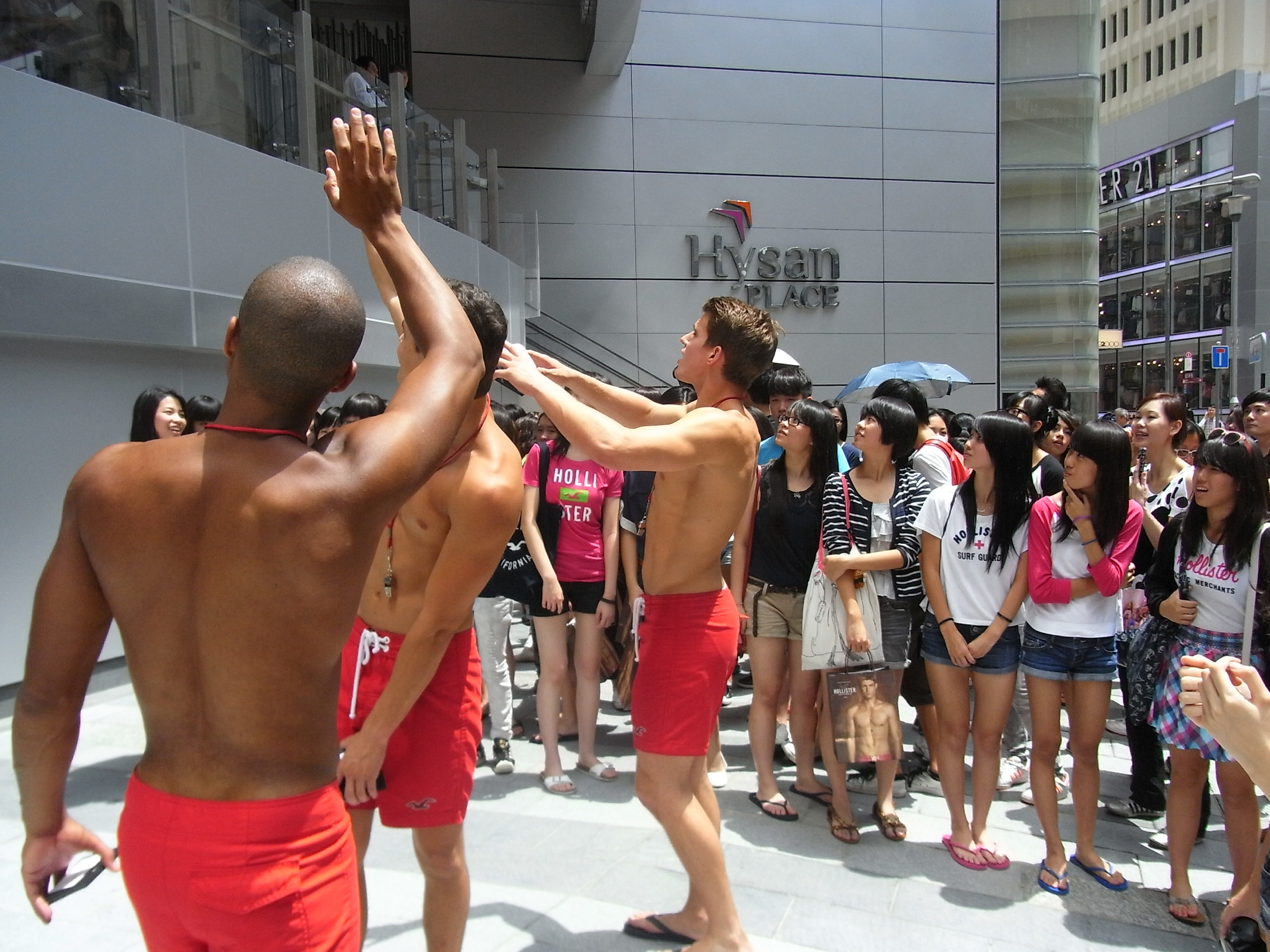
在香港銅鑼灣分店的宣傳活動
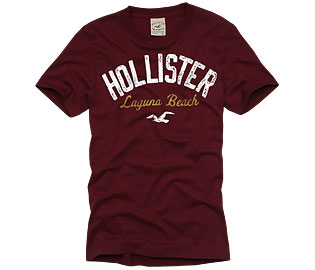
Hollister T-Shirt
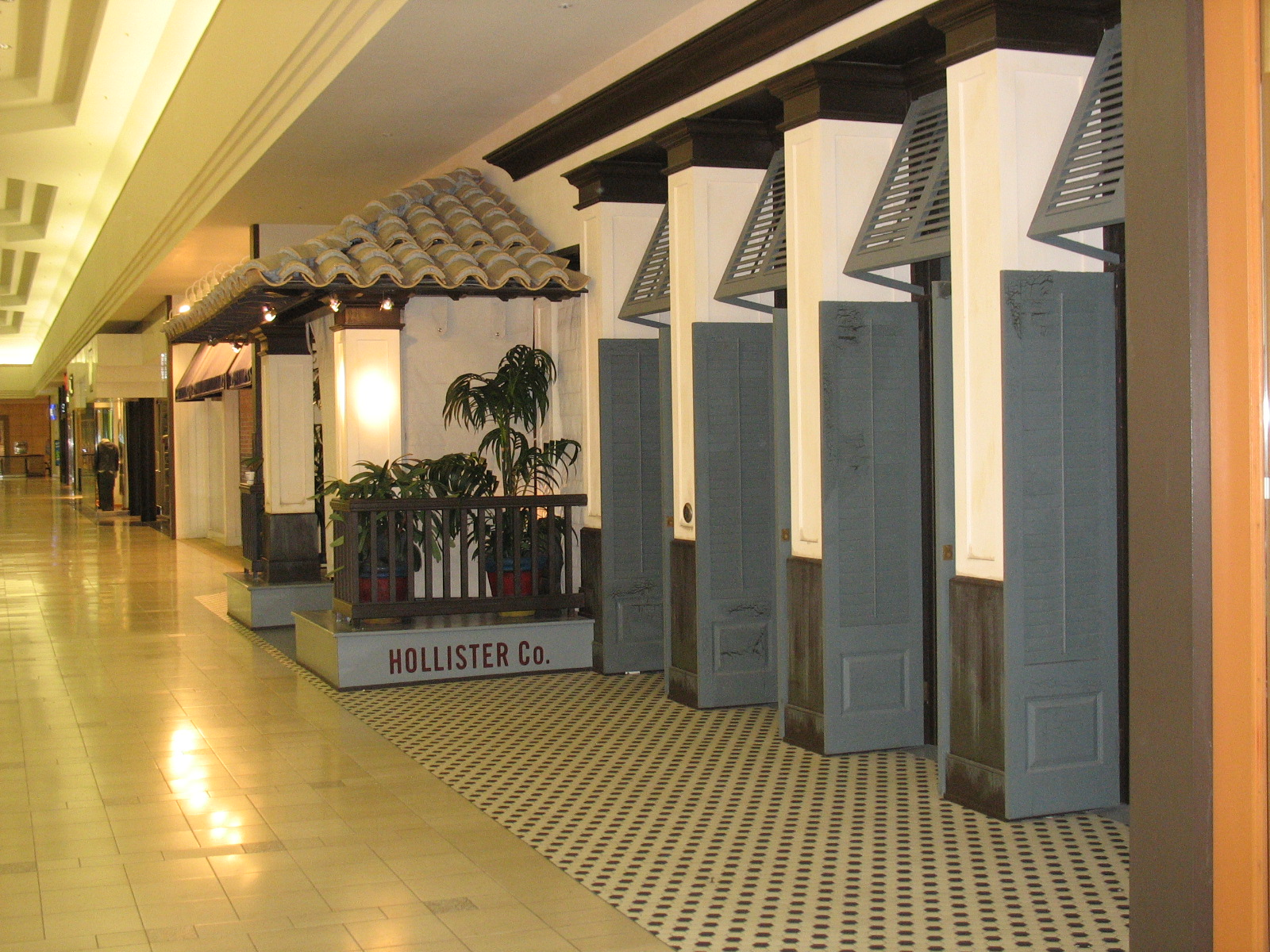
美國 加利福尼亞 康柯德分店
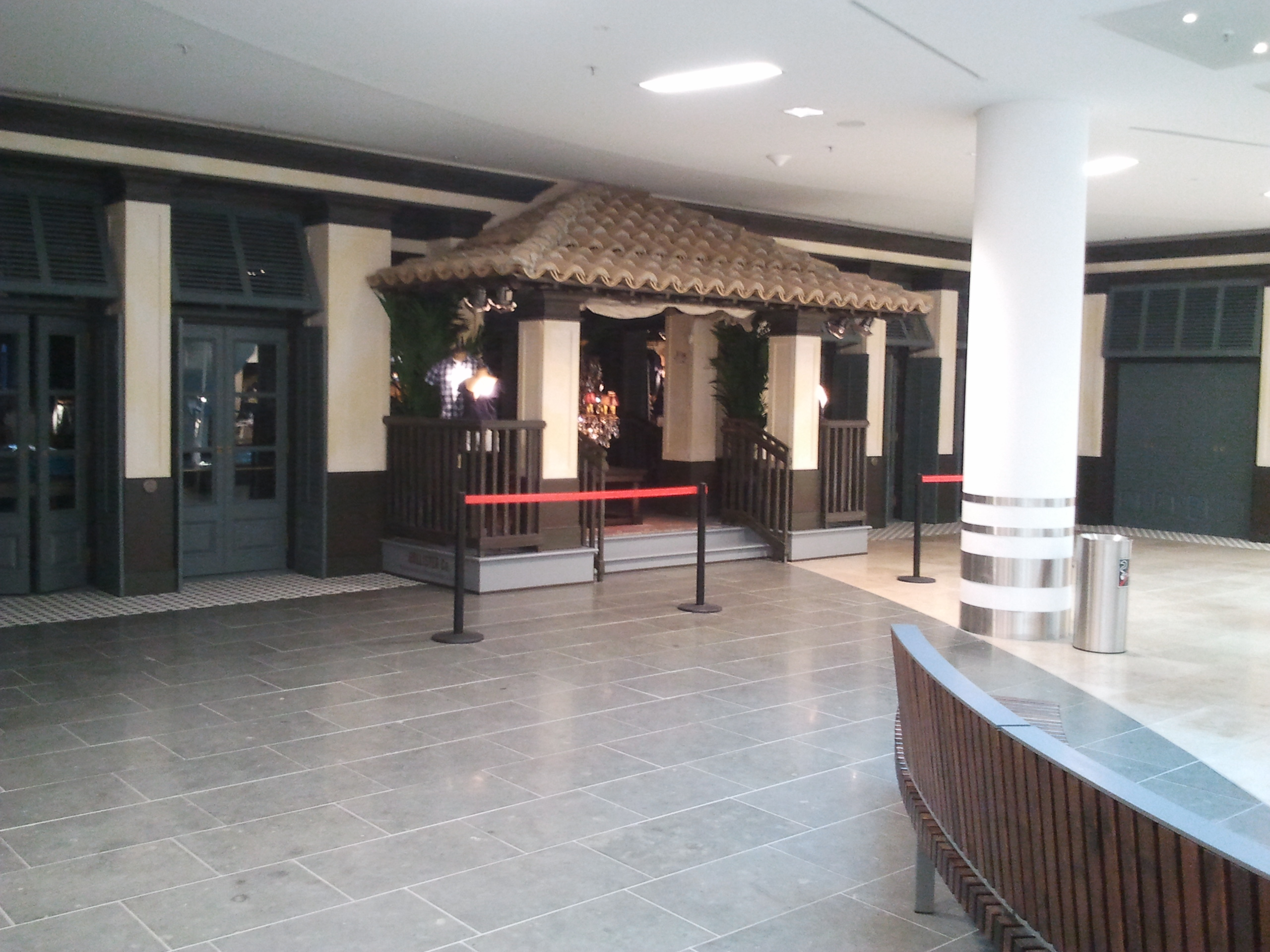
德國 奧柏豪森分店